# Werner Maser
Werner Maser (12 de julio de 1922 - 5 de abril de 2007), fue un historiador alemán, famoso por haber sido biógrafo de Adolf Hitler y haber investigado los archivos Nacionalsocialistas.
Sirvió como soldado en el Ejército alemán durante la Segunda Guerra Mundial (1942-1945). Doctorado después del conflicto en Historia con una tesis sobre la leyenda de Hitler, trabajó para el Gobierno de la República Federal de Alemania como divulgador de historia y fue nombrado por el mismo gobierno como administrador de los bienes de Hitler y su familia tras la guerra. Esta situación le permitió ser el primero en poder acceder a los archivos del Partido Nacional Socialista en Estados Unidos, desveló la falsedad de los supuestos Diarios de Hitler hechos públicos en 1993 y le llevó a reclamar al Estado de Baviera la propiedad de la obra del Líder, Mein Kampf, lo que le granjeó duras críticas.
Escribió, entre otros libros:
- Hitler: Legende. Mythos. Wirklichkeit (1971) (Hitler: leyenda, mito, realidad)
- Der Wortbruch. Hitler, Stalin und der Zweite Weltkrieg (1994) (La palabra rota. Hitler, Stalin y la II Guerra Mundial), obra especialmente polémica al afirmar en la misma que Hitler se adelantó a Stalin que preparaba una invasión del III Reich, y que fue criticada por varios historiadores.